# Ґійом Фай
Ґійом Фай (фр. Guillaume Faye; 7 листопада 1949 — 6 березня 2019) — французький журналіст, письменник, філософ, один з провідних ідеологів й теоретиків французької нової правиці у складі «Групи вивчення й дослідження європейської цивілізації» (фр. Groupement de recherche et d'études pour la civilisation européenne), творць концепції «археофутуризму».

## Життєпис
Ґійом Фай народився у місті Ангулем, Нова Аквітанія. Закінчив Паризький інститут політичних досліджень, де вивчав філософію, політичні науки та історію. Працював журналістом у «Фіґаро Магазин», «Парі-Матч» та інших часописах Франції.
У 2001 році, під час тривалого інтерв'ю «Боги й Титани» на питання хто ж він такий, він відповів:
|  | Я не можу дати визначення самому собі. У будь-якому випадку я багатогранний, у мене немає спеціалізації, я «політеїст» у своєму власному житті. Хоча у мене є дипломи з політичних наук — ліценціата з історії та географії, доктора політичних наук — я ніколи не сприймав свої дипломи серйозно і ніколи не використовував їх для того, щоб досягти успіху в буржуазному суспільстві або серед офіційної інтелігенції. Я був комівояжером з продажу автомобілів, робив гумористичні передачі для широкомовних радіо- та телепрограм, писав книги й статті на будь-які теми, від самих «серйозних» до самих легковажних. Я працював в рекламі, у великій пресі тощо. Нині я пишу книги, влаштовую пресконференції по всій Європі та нещодавно почав випускати природно-економічний інформаційний бюлетень «Я все зрозумів», з успіхом якого я можу себе привітати. |

Також він додав:
|  | Кілька поколінь моїх предків жили в галльських регіонах Пуату-Шаранта і Лімузен, де вдало поєднуються кельтські та римські традиції. Мене виховували в дусі французького націоналізму й бонапартизму, але результат був парадоксальним: я став європейським патріотом. Середовище, в якому я виріс, це середовище великої паризької буржуазії. Я прекрасно знаю її зсередини, але ніколи не поділяв її конформістських та матеріалістичних ідеалів й ніколи їй не заздрив, бо спосіб життя, який вона мені пропонувала, абсолютно мене не цікавив. |

### Перші роки в ҐРЕСЕ (1970-1986)
З 1970-х по 1986 рік був членом «Групи вивчення й дослідження європейської цивілізації» (GRECE). Фай приєднатись до неї за запрошенням самого Домініка Веннера. В той час молодий та запальний Ґійом був там одним з головних авторів, займаючись економічними проблемами й обіймаючи посаду секретаря з навчання й досліджень. Це сприяло поширенню деяких великих тем ультраправих радикалів 70-80-х років: захист культурної та біологічної самобутності від змішування, євро-федералізм, підтримка Ірана Хомейні, антисіонізм, критика імміграції-колонізації й т.д.
Тексти молодого Фая характеризувались антиамериканізмом й антисіонізмом. Цікаво, що віе був, зокрема, генеральним секретарем Асоціації захисту арабських робітників-іммігрантів в Європі, але фактично, він виступав за повернення їх на свою батьківщину у свої країни, аби уникнути нової форми рабства й викорінення, яке сильно трансформує їхню самобутність.
В той самий час, на початку 1980-х років він викладав соціологію сексуальності в Університеті Безансона.
За словами Ніколя Лебурга, він відігравав «роль моста між новими французькими й іноземними правими, між різними радикальними течіями». Колишній член GRECE Роберт Стойкерс вважає, що він «безсумнівно історична постать так званих нових правих», найближчих по духу до Жана Тіріара: той же інтерес до геополітичних питань, та ж відраза до релігійного фанатизму, те ж захоплення чистою політичною думкою (Гоббс, Мак'явеллі, Парето, Фройнд, Шмітт тощо).
Ґійом Фай створив колектив «Avant-guerre», призначений для втілення мистецьких проєктів, в стилі, що вже озвучив його майбутню концепцію «Археофутуризм». У 1984 році в компанії художника Олів'є Карре та його сестри він записує касету «Scène de chasse en ciel d'Europe». Сценарій, натхненний інцидентом з рейсом авіакомпанії Korean Air Lines 007 в 1983 році, розповідає про прелюдії до протистояння «декадентського й космополітичного Заходу» з Федерацією, «нашою величезною Батьківщиною зі ста тринадцятьма провінціями». Спочатку стрічка транслювалася на декількох безплатних радіостанціях. У 1985 році на його основі був створений «Avant-guerre», сценарій якого був написаний Ґійомом Файом, а ілюстрації виконані Еріком й Жан-Марком Симоном.
За словами Ніколя Лебурґа, Ґійом Фай був виключений з GRECE наприкінці 1986 року, і його вигнання було викликано, зокрема, його посиланнями на Жана Тіріара. З іншого боку, він пішов за власним бажанням у квітні-травні 1987 року через розбіжності з приводу еволюції GRECE та того, як до нього там ставилися; щодо останнього писав Стойкерс таке от:
|  | Зрештою, Фай самотужки уособлював «нових правих», тому що він ніколи не був ніким іншим. Майже всі, хто оточував його під час перебування в GRECE й користувався його харизмою, енергією, швидкою та завжди актуальною роботою, блискавичною кмітливістю, вважали його врешті-решт чужинцем, «новачком», якого не ставили до відома, відганяли від реальних командних центрів руху, де кілька «старожилів» приймали безапеляційні рішення. |

Сам Фай виправдовує свій вихід з лав правиці в такий спосіб:
|  | Нові праві, як і GRECE, є лише тінню свого колишнього «я» й відмовилося від боротьби за самобутність. Вони відмовилися від будь-якої ідеї захисту європейської самобутності та, бувши брехливими повстанцями, спраглими (очевидно, безрезультатно) визнати себе системою, вони повністю відповідають позиціям вкрай лівих(...). |

Пізніше він опублікував меморандум у своїй книзі (1998), в якому він наголосив на відповідальності Алена де Бенуа в тому, що він вважав провалом «нових правих». Він вважає, що вони загрузли в «тупиках», таких як фольклорне язичництво, «переглянуте лівацтво» чи «фетиш на порожні слова». Він вважає, що концепція нової правиці зазнала невдачі, позаяк «тепер вона обтяжена надто великою кількістю двозначностей».
Ось ще що писав Фай в «Археофутуризмі» про причини виходу з лав нових правих:
|  | Чому я раптово пішов з руху нових правих та його самої прекрасної квітки, ГРЕСЕ, в 1986 році? Відповідь дуже проста. Ні, мене не завербувало ЦРУ, і я не з'їхав з глузду після укусу співучого рок-н-рольного комара. По-перше, деякі робочі проєкти не давали мені брати активну участь в діяльності ҐРЕСЕ; по-друге, я помітив, що тон та загальна спрямованість цього руху втрачає імпульс і перетворює його в якусь компанію або клуб за інтересами. По-третє, ідеологія нових правих поступово здійснювала ідеологічні повороти в невірну, на мою думку, сторону. Виникла загроза маргіналізації руху, попри неминущу цінність його членів. Я нічого не міг з цим вдіяти. Через 12 років мій діагноз підтвердився.. |

### 1987 - 1997 —  роки поза політикою
З 1987 по 1997 рік Ґійом Фай тримався якомога далі від політики. Завдяки дружнім стосункам, з 1990 року він організував нове ранкове шоу («Les Zigotos») на радіостанції під псевдонімом «Skyman» (разом з Артуром, котрий з ним посварився, а потім з Бруно Роблесом), в той час, як його справжня особистість була невідома слухачам. За словами Еммануеля Лем'є, його програма «стала хітом серед молодих слухачів та зміцнила бренд Skyrock». Він також співпрацює з «L'Écho des Savanes», пише сценарії для коміксів, бере участь в програмі «Télématin France». Він також брав участь в перших випусках журналу «Gaie France», неонацистського гомосексуального журналу, який відкрито захищав «юнацький еротизм» в ім'я язичництва.
Один з його найвідоміших розіграшів — поставне шоу про сучасне мистецтво. Фай відвідує художню галерею під ім'ям уявного литовського художника, особистого друга нового президента де-радянської Литви. За добу Фай і двоє його друзів, всі троє перебувають у стані сильного сп'яніння, пишуть близько двадцяти полотен, що зображують ереговані фалоси. На наступний день вони виставили картини в галереї. На виставку приїхала велика аудиторія арткритиків і любителів мистецтва, і більшість картин було продано за високою ціною. На наступний день Фай та його друзі розплатилися з покупцями, пояснивши, що це був розіграш.

### Смерть
Він помер увечері 6 березня 2019 роки від раку в 16-му окрузі Парижа.
Через кілька місяців після смерті Ґійома Фая якийсь Патріс Сейдж, який також був членом GRECE на початку 1980-х років до повернення в християнство, опублікував статтю в традиціоналістичного католицькому журналі Le Sel de la terre під назвою «La mort chrétienne de Guillaume Faye» (фр. Християнська смерть Ґійома Фая). Згідно зі статтею, важко хворий Ґійом Фай попросив зустрітися зі священником наприкінці 2018 року, потім прийняв таїнство покаяння в січні 2019 року та отримав надзвичайне спокутування за вісім днів до своєї смерті. Для журналіста Філіпа Байє це вкрай малоймовірне твердження, яке він прирівнює до несподіваної спроби відновлення правих католиків.

## Філософія

### Археофутуризм
Поняття «археофутуризм» викладено в його книзі, виданій в 1998 р. На думку Фая, світ рухається до «конверґенції (збіжності) катастроф», яка покладе край сучасності та її ідейному підґрунтю — еґалітаризму. Як рішення, він пропонує примирити техно-науку та «архаїчні цінності»: «Майбутнє суспільство поєднує науково-технологічний поступ з поверненням до традиційних рішень, які йдуть своїм корінням в туман часів. Можливо, це і є справжнє обличчя постмодерну, настільки ж далекого від прихильності до минулого як й до дурного культу під назвою «в ногу з проґресом» — гармонійний союз найдавнішої пам'яті з фаустівським духом. Швидше «і», ніж «або». Розумний традиціоналізм — найпотужніша форма футуризму, так і навпаки. Потрібно об'єднати Еволу з Марінетті, позбувшись поняття «сучасності», введеного ідеологією Просвітництва. Давніх потрібно асоціювати не з модерністами, а з футуристами.»
Для Фая «археофутуризм», або ж «віталістичний конструктивізм», —  це подолання поняття «сучасність», народженого з ідеології Просвітництва. Але він відкидає всі форми прив'язаності до минулого. Він повертає терміну «архаїчний» своє первісне значення представлене грецьким іменником «archè», що означає як «основу», так і «початок», іншими словами, «початковий імпульс».
|                         | Як зазначали нові праві, на тлі краху політичних та соціальних структур сучасності, відбувається відродження архаїчних, які зачіпають всі сфери людського життя — важливою частиною цього феномену є поширення ісламу. Нарешті, технологічна наука (особливо генетика) в XXI сторіччі викличе серйозні потрясіння та поверне нас до реальності, і це вимагатиме повернення до архаїчного менталітету. Модернізм все більш схожий на одну з форм прив'язаності до минулого. Однак справа не в ухваленні класичного «традиціоналізму», що віддає фольклором і закликає до повернення в минуле. Сучасність застаріла. Майбутнє має бути «архаїчним»: не «сучасним» і не прив'язаним до минулого. |
| — Ґ.Фай «Археофутуризм» | |